# Santa Maria de Jetibá
Santa Maria de Jetibá este un oraș în statul Espírito Santo (ES) din Brazilia.